# Fabio Francolini
Fabio Francolini (ur. 12 sierpnia 1986 w Cantù) – włoski łyżwiarz szybki, srebrny medalista mistrzostw świata.

## Kariera
Początkowo Fabio Francolini specjalizował się we wrotkarstwie, wielokrotnie zdobywał medale mistrzostw świata w jeździe na rolkach. W dyscyplinie tej był między innymi mistrzem świata na dystansie 10 000 m w latach 2007 i 2012, a w 2008 roku zwyciężył także w sztafecie. W 2014 roku zaczął startować także w łyżwiarstwie szybkim. Już w swoim pierwszym występie w Pucharze Świata w łyżwiarstwie szybkim, 14 grudnia 2014 roku w Heerenveen zajął trzecie miejsce w starcie masowym. W zawodach tych wyprzedzili go jedynie Jorrit Bergsma z Holandii oraz Lee Seung-hoon z Korei Południowej. Dwa miesiące później wystartował na dystansowych mistrzostwach świata w Heerenveen, gdzie w starcie masowym zajął drugie miejsce. Rozdzielił tam na podium Jorrita Bergsmę oraz Francuza Alexisa Contina.